# IC 4656
IC 4656 је спирална галаксија у сазвјежђу Олтар која се налази на листи објеката дубоког неба у Индекс каталогу.
Деклинација објекта је - 63° 43' 47" а ректасцензија 17h 37m 44,1s. Привидна величина (магнитуда) објекта IC 4656 износи 13,0 а фотографска магнитуда 13,7. Налази се на удаљености од 51,890 милиона парсека од Сунца. IC 4656 је још познат и под ознакама ESO 102-10, IRAS 17329-6341, PGC 60595.